# 71-608
71-608 (согласно Единой нумерации. Также известен как КТМ-8) — серия высокопольных четырёхосных трамвайных вагонов производства Усть-Катавского вагоностроительного завода. Предназначен для перевозки пассажиров, как в одиночном режиме, так и в составе поезда из двух или трёх вагонов, управляемых из головного вагона.
Трамвай КТМ-8 используется во многих городах России, а также на Украине, Беларуси, Казахстане и Латвии.

## История создания
Вагоны были разработаны для замены выпускавшемуся с 1969 года «КТМ-5» (71-605), разработка проекта началась в 1983 году, по техническому заданию вагон должен был иметь новый кузов с четырьмя дверями увеличенных габаритов, принципиально новое электрооборудование и другие новшества.
В 1988 году первые два вагона этой серии, оснащённые тиристорно-импульсной системой управления и тяговыми двигателями мощностью по 80 КВт, поступили на испытание в город Калинин (ныне Тверь), им была дана серия 71-608.
Однако в серийное производство пошли вагоны, оснащённые реостатно-контакторной системой управления, они имели модификацию 71-608К. Но ввиду значительных недоработок конструкции их производство было полностью остановлено летом 1995 года, в пользу модели 71-608КМ. На вагонах данной модификации был применён реечный привод дверей, уменьшена ширина кузова до 2,5 м, изменена форма передней части кабины.

## Конструкция
Вагон состоит из следующих составных частей: кузова вагона, рамы, каркаса, крыши, дверей, внутренней отделки, полов, тележек, пантографа и комплекта тягового электрооборудования.

### Кузов
Вагон имеет металлический сварной кузов. Рама кузова цельносварной конструкции, собрана из стальных профилей.
В раму вварены две поперечные шкворневые балки коробчатого сечения с установленными на них пятниковыми опорами. С помощью этих опор кузов опирается на тележки. При прохождении кривых участков пути тележки могут поворачиваться до 15° относительно продольной оси кузова.
К раме приварены подножки из нержавеющей стали, а на консольных частях рамы — кронштейны для установки сцепных приборов. Конструкция рамы позволяет поднимать кузов со всем оборудованием четырьмя домкратами. Сцепные устройства на трамваях имеют цилиндрическую форму и закрепляются спереди и сзади трамвая на уровне рамы. В зависимости от условий эксплуатации могут присутствовать с обеих сторон (спереди и сзади), только с одной из них или отсутствовать вовсе, в последнем случае они зачастую перевозятся внутри вагона.
Каркас кузова вагона собран из стальных и гнутых профилей различного поперечного сечения, соединённых между собой сваркой. Наружная обшивка кузова выполнена из предварительно натянутого стального листа, приваренного к каркасу, внутренняя сторона листов покрыта противошумовым материалом. Обшивка крыши выполнена из стеклопластика.
Лобовая часть трамвая по ширине несколько уже основной части кузова. У трамваев 71-608К она имеет вертикальную плоскую форму, а у 71-608КМ состоит из двух плоскостей — вертикальной верхней и наклонной нижней с изгибом под лобовым стеклом, нижняя плоскость при снижении загнута назад. На уровне ниже лобового стекла трамвай имеет две круглых фары, которые у 71-608К выступают наружу, а у 71-608 КМ утоплены в корпус. Хвостовая часть трамвая прямая и также заужена по сравнению с основным кузовом, имеет заднее салонное стекло, с каждой стороны расположено по 4 вертикально расположенных светосигнальных лампы (белые заднего хода, оранжевые поворотные, красные тормозные и хвостовые габаритные).
Боковые стенки трамвая гладкие и вертикальные, в передней и задней части трамвая имеют изгибы с сужениями. Вагон с правой стороны имеет 4 дверных проёма для входа и выхода пассажиров с раздвижными автоматическими дверями: по одному узкому с одностворчатыми дверями в передней и задней части трамвая и по два широких с двустворчатыми дверями в середине трамвая. Дверные створки располагаются как в открытом, так и закрытом состоянии. С левой стороны трамвая двери отсутствуют. Каждому широкому дверному проёму справа соответствует расположенное напротив него широкое окно, а узкому дверному проёму — более узкое. Слева боковая стенка в зоне широкой части кузова имеет 9 окон (из них 7 широких, а переднее и заднее — узкое), справа — по два широких окна между одностворчатой и двустворчатой дверями и одно широкое между двустворчатыми. Все широкие окна снабжены форточками. В зоне сужений боковых стенок спереди и сзади трамвая также имеется по одному окну, в передней части пространство между ними занимает кабина управления.

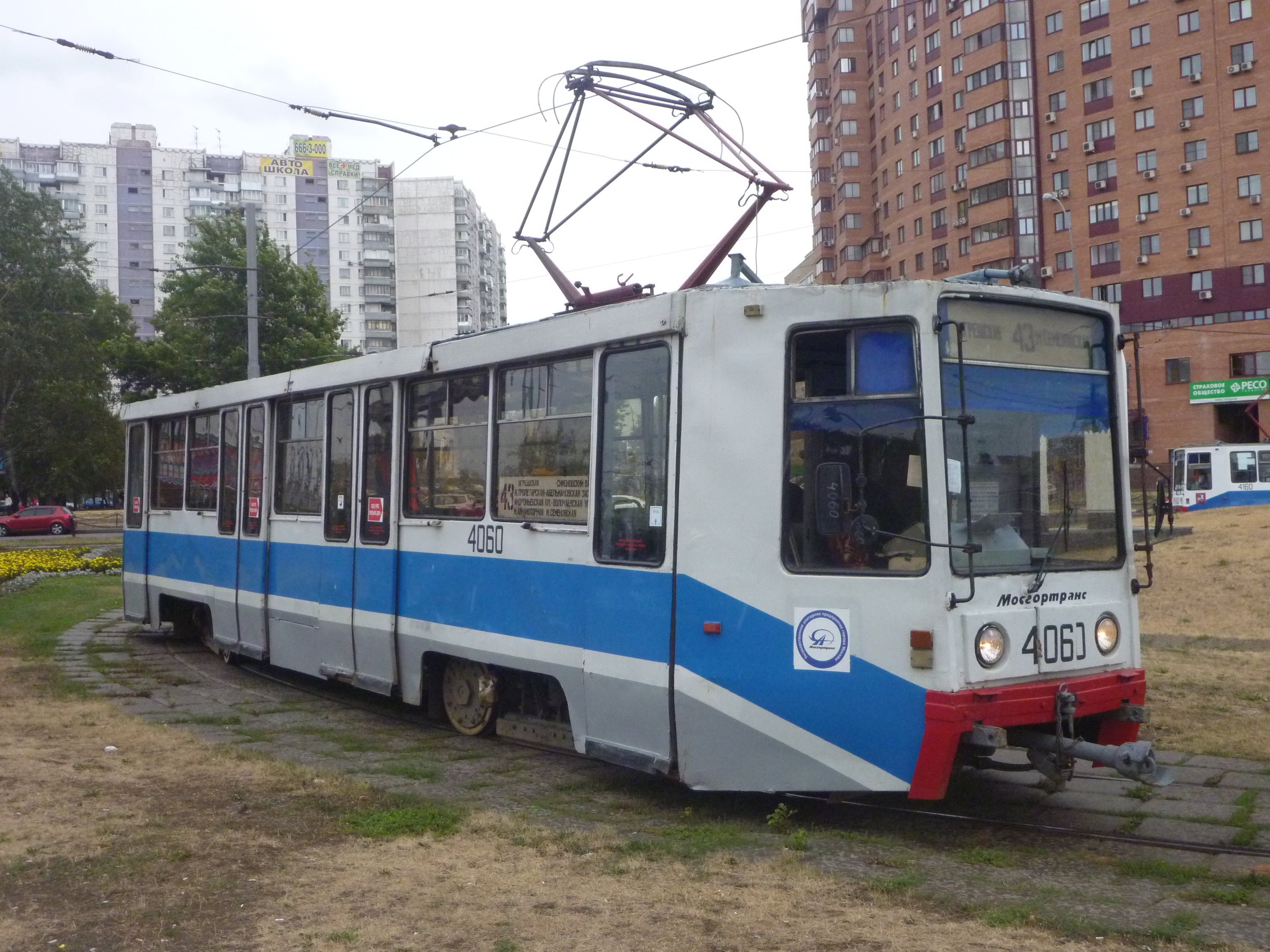
Лобовая часть и правый бок с дверями трамвая КТМ-8
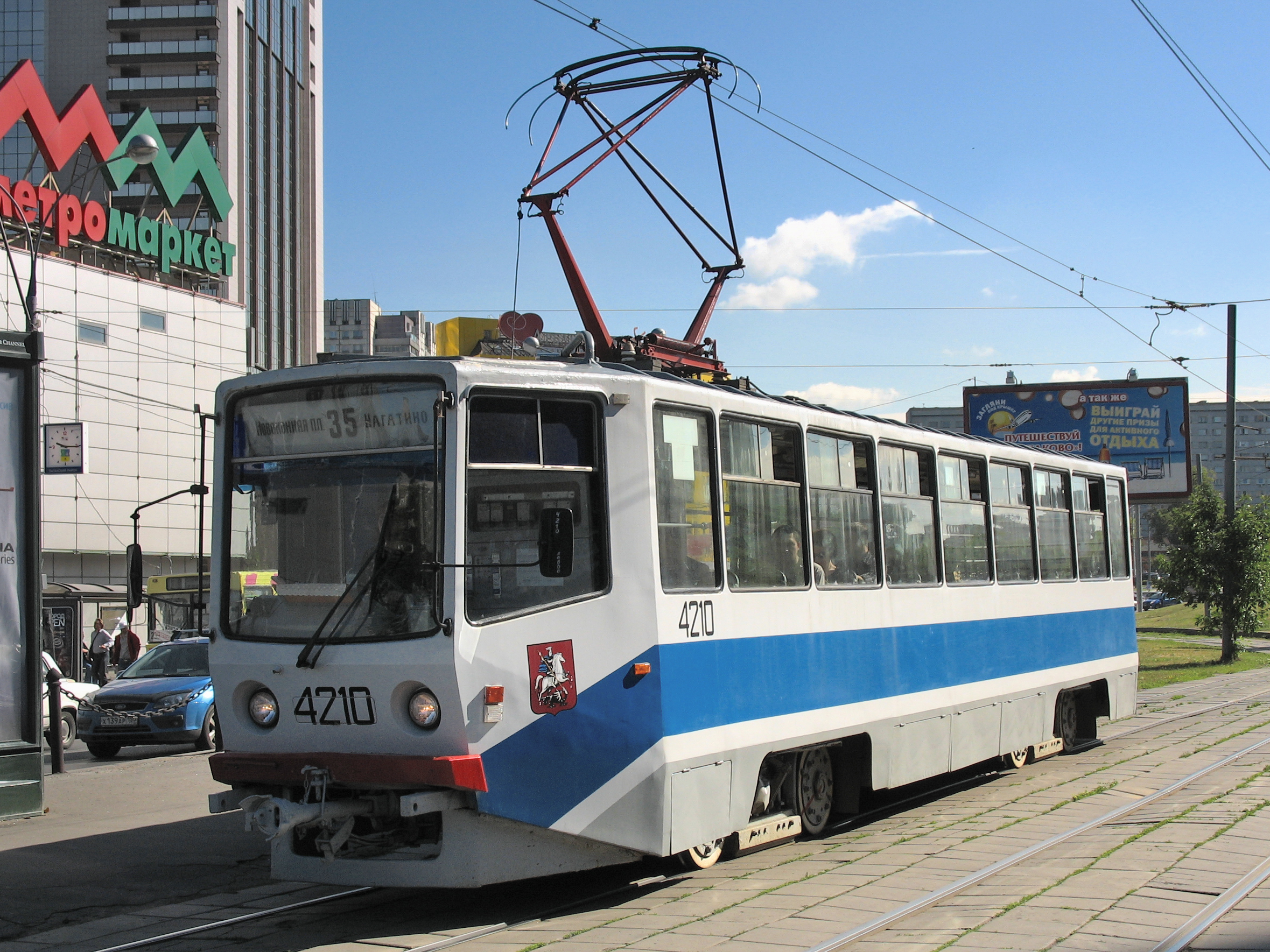
Лобовая часть и левый бок трамвая КТМ-8М
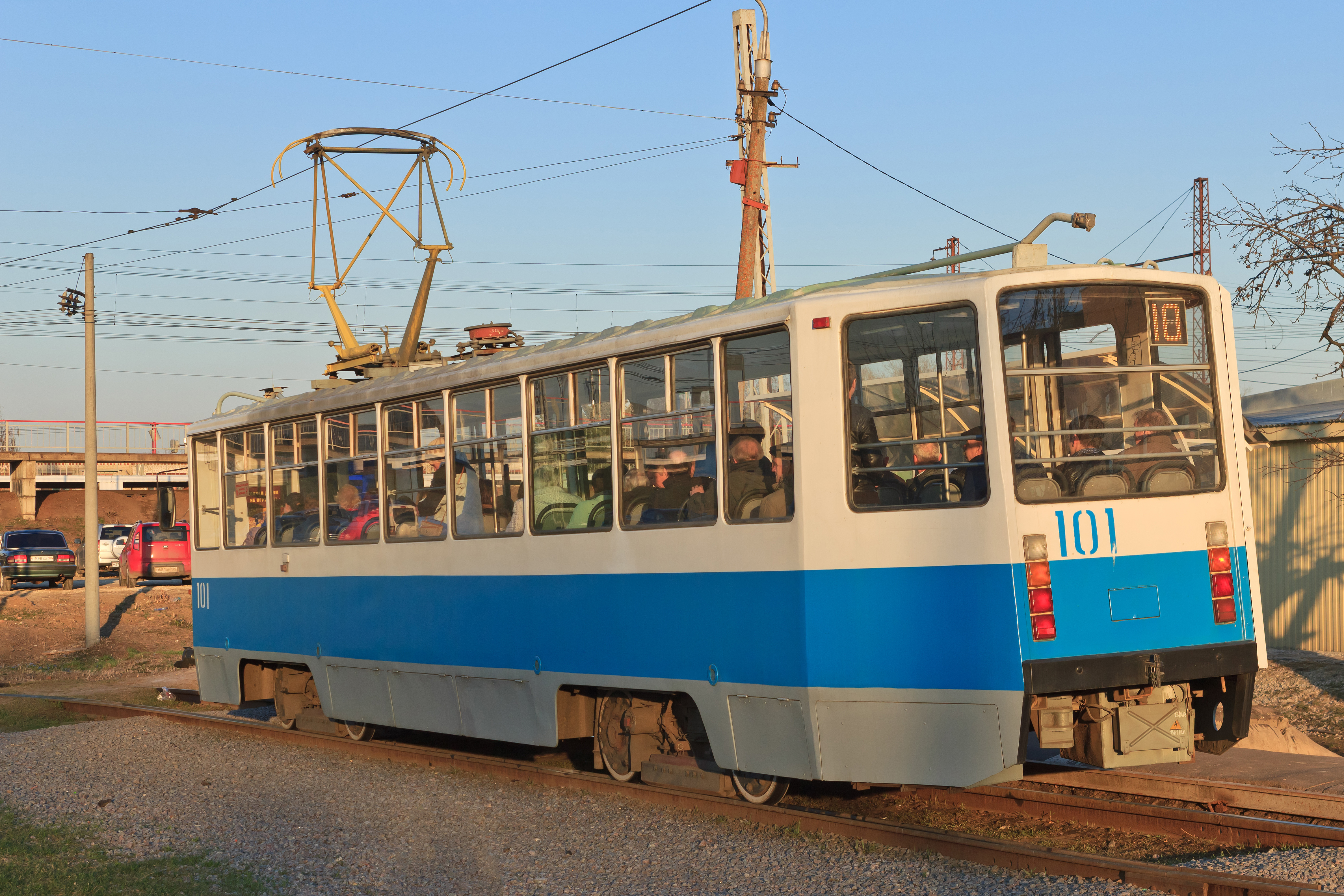
Хвостовая часть и левый бок трамвая КТМ-8М

### Интерьер

#### Кабина управления
Кабина водителя отделена от пассажирского салона перегородкой. Сдвижная дверь кабины водителя имеет окно для обзора салона и оборудована замком для запирания кабины.
В кабине расположены аппараты управления, сигнализации и контроля, сиденье водителя, сиденье инструктора, огнетушители. Пульт управления и сиденье напротив него смещены вправо. Рукоятка контроллера расположена слева от сиденья водителя на специальной стойке.
Отопление кабины водителя осуществляется калорифером, а также за счёт стеклообогрева, в летнее время калорифер может использоваться для вентиляции.

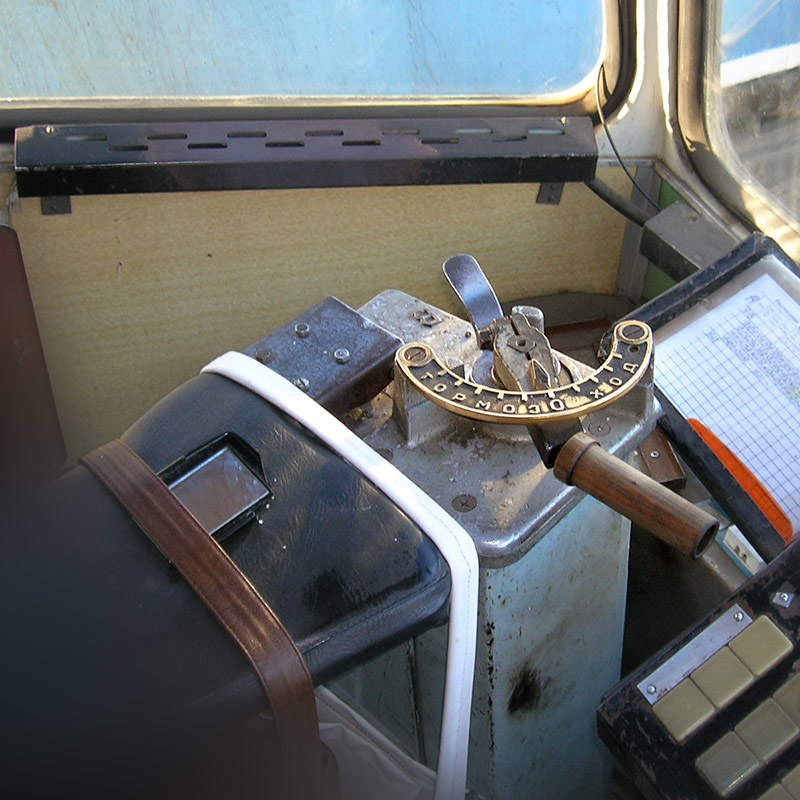
Контроллер вагона 71-608КМ
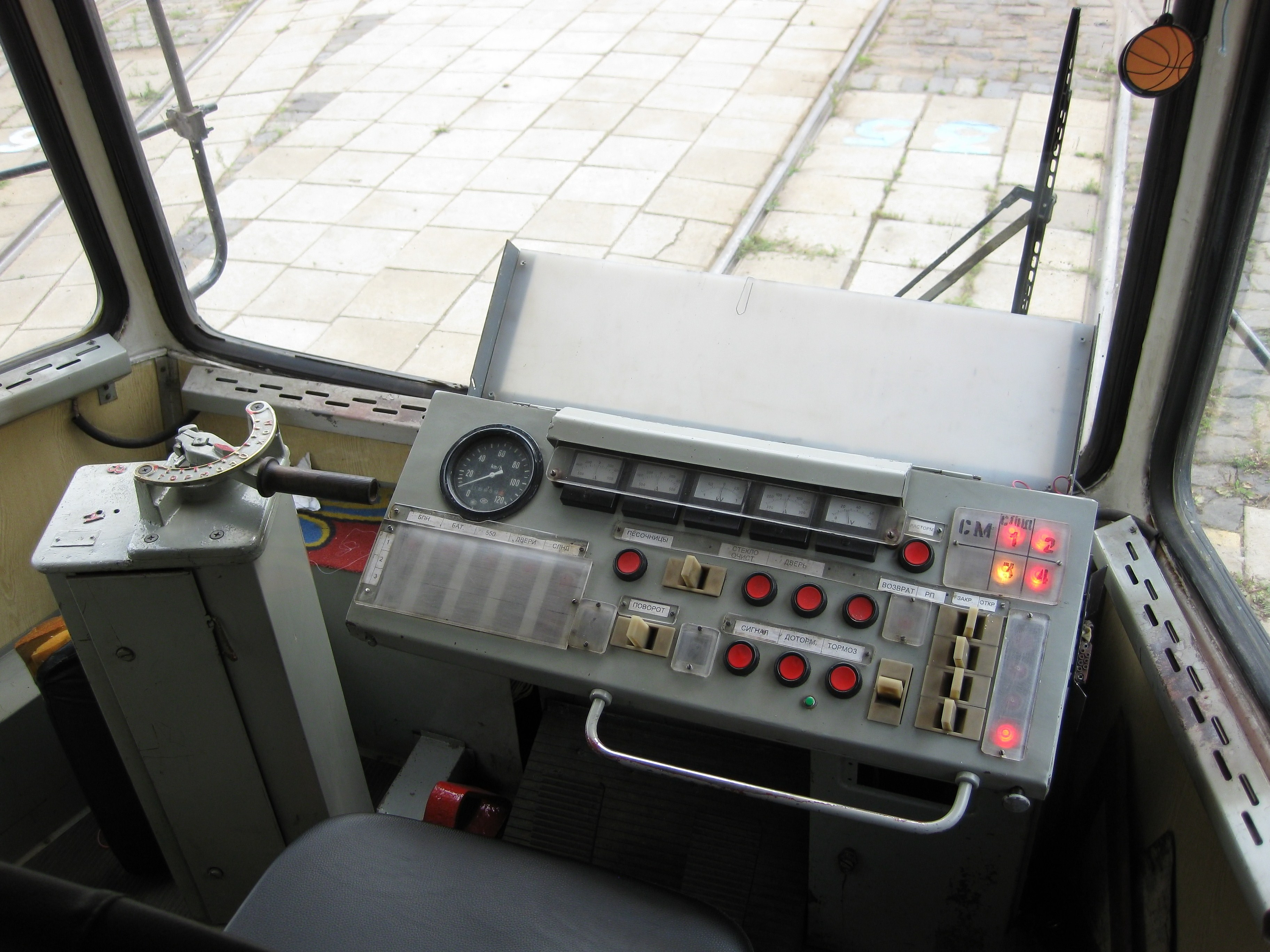
Пульт управления вагона 71-608КМ

#### Пассажирский салон

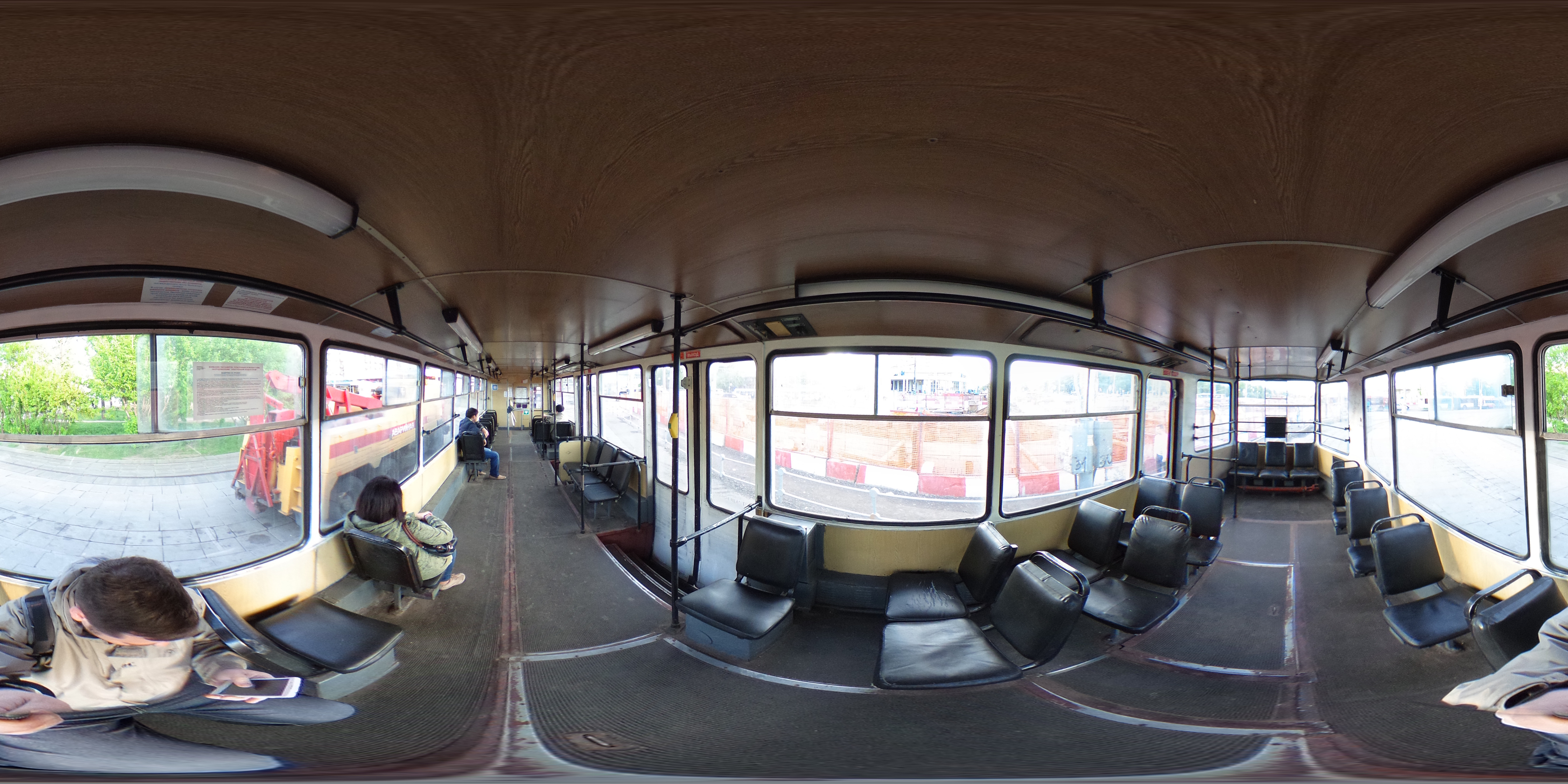
Салон вагона 71-608КМ

Салон имеет хорошую естественную освещённость благодаря большим окнам. В ночное время салон освещается двумя рядами люминесцентных ламп. Вентиляция салона естественная, с помощью форточек.
Внутренняя обшивка стен и потолка выполнена из пластика, стыки которого перекрыты алюминиевыми штапиками. Стены и потолок имеют тепловую изоляцию, установленную между внутренней и наружной обшивками. Пол вагона собран из фанерных плит и покрыт нескользким износостойким материалом. Для доступа к подвагонному оборудованию в полу предусмотрены люки, закрытые крышками.
В вагоне используются сиденья с мягкой обивкой, установленные по ходу движения вагона. С левой стороны установлен один ряд сидений, с правой — два ряда. Сиденья крепятся на металлических кронштейнах, прикреплённых к полу и борту кузова. Снизу сидений находятся электрические печи для обогрева салона. Общее количество сидений в салоне — 32 штуки. Вагон имеет четыре двери сдвижного типа комбинации 1-2-2-1 с индивидуальным приводом, ширина передних и задних дверей — 890 мм, средних — 1390 мм.
- Передняя часть салона КТМ-8
- Салон КТМ-8М. Вид по направлению кабины

### Тележки

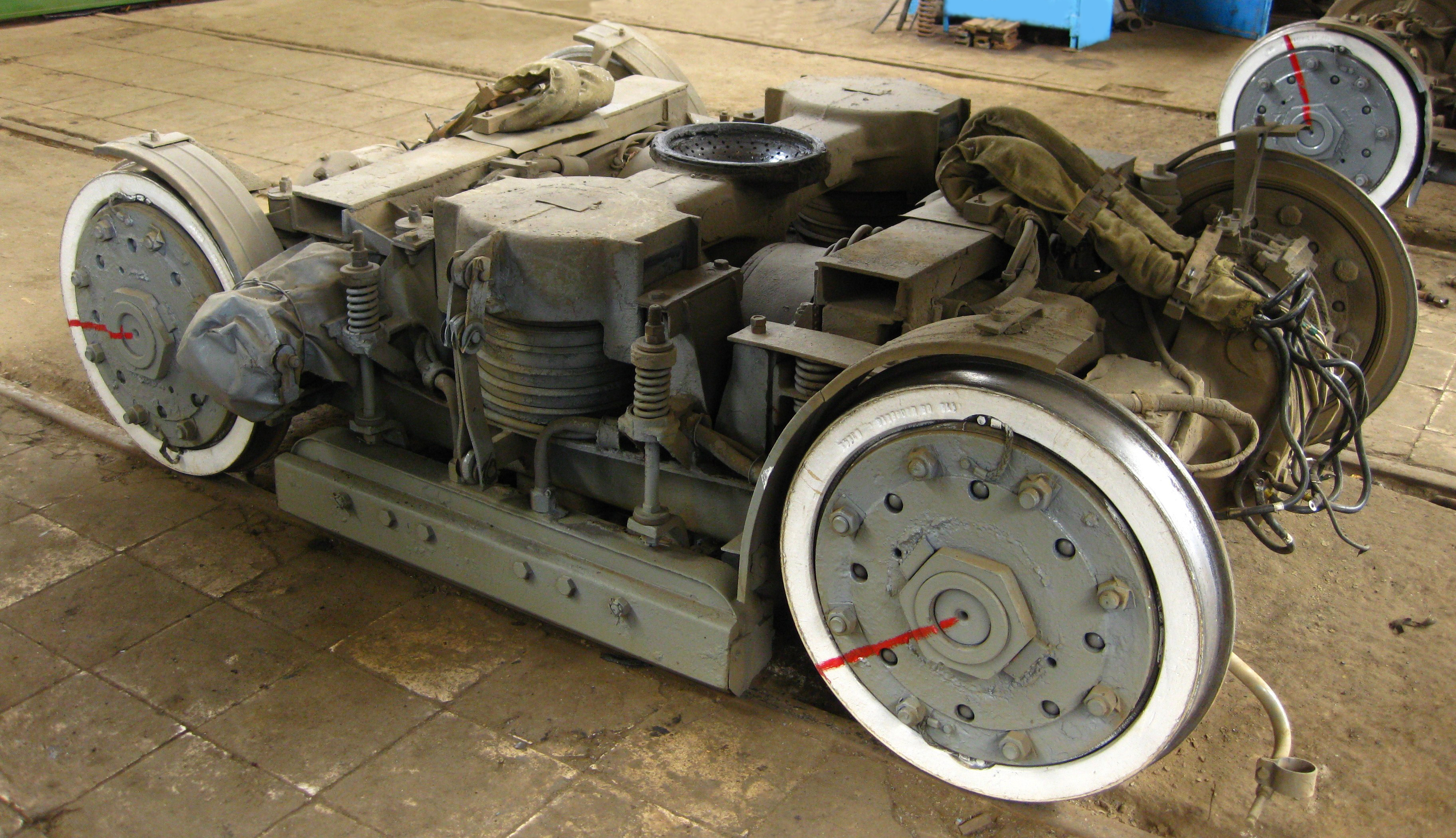
Тележка вагона 71-608К

На вагонах используются две тележки серии 608К.09.00.000 безрамной конструкции с одноступенчатым подрессориванием. Основа тележки образована двумя продольными балками и двумя корпусами редукторов колёсных пар. Корпус редуктора состоит из двух кожухов с вертикальным разъёмом, которые через подшипники опираются на ось колёсной пары. Лапы продольных балок через резиновые прокладки опираются на шейки кожуха редуктора.

#### Колёсная пара
Колёсная пара состоит из следующих основных элементов: оси в сборе, подрезиненных колёс, тягового редуктора, тормозного барабана, заземляющего устройства. Осевой редуктор тележки вагона — конический, одноступенчатый, с зацеплением Новикова. Передаточное число редуктора 7,143. Колесо в сборе состоит из ступицы, бандажа центром, двух резиновых амортизаторов, нажимного диска, гайки и болтов. Резиновые амортизаторы служат для амортизации ударов, возникающих при качении по неровностям рельсов.

#### Центральное подрессоривание
Центральное подрессоривание предназначено для обеспечения нормируемой плавности хода вагона в различных режимах работы. Концы шкворневых балок опираются на комплекты пружин и колец амортизаторов, установленных на продольных балках. Комплект подрессоривания состоит из шести колец и двух пружин. Нагрузка от кузова через шкворневую балку передаётся на продольные балки и далее через буксовые подшипники на ось колёсной пары. Шкворневая балка зажата между двумя резиновыми буферами, которые служат пластичными элементами передачи тягового и тормозного усилия вдоль движения вагона и ограничивают боковые перемещения. До 16 июня 1993 года между шкворневой и продольной балкой дополнительно устанавливались гидравлические амортизаторы.

### Электрооборудование

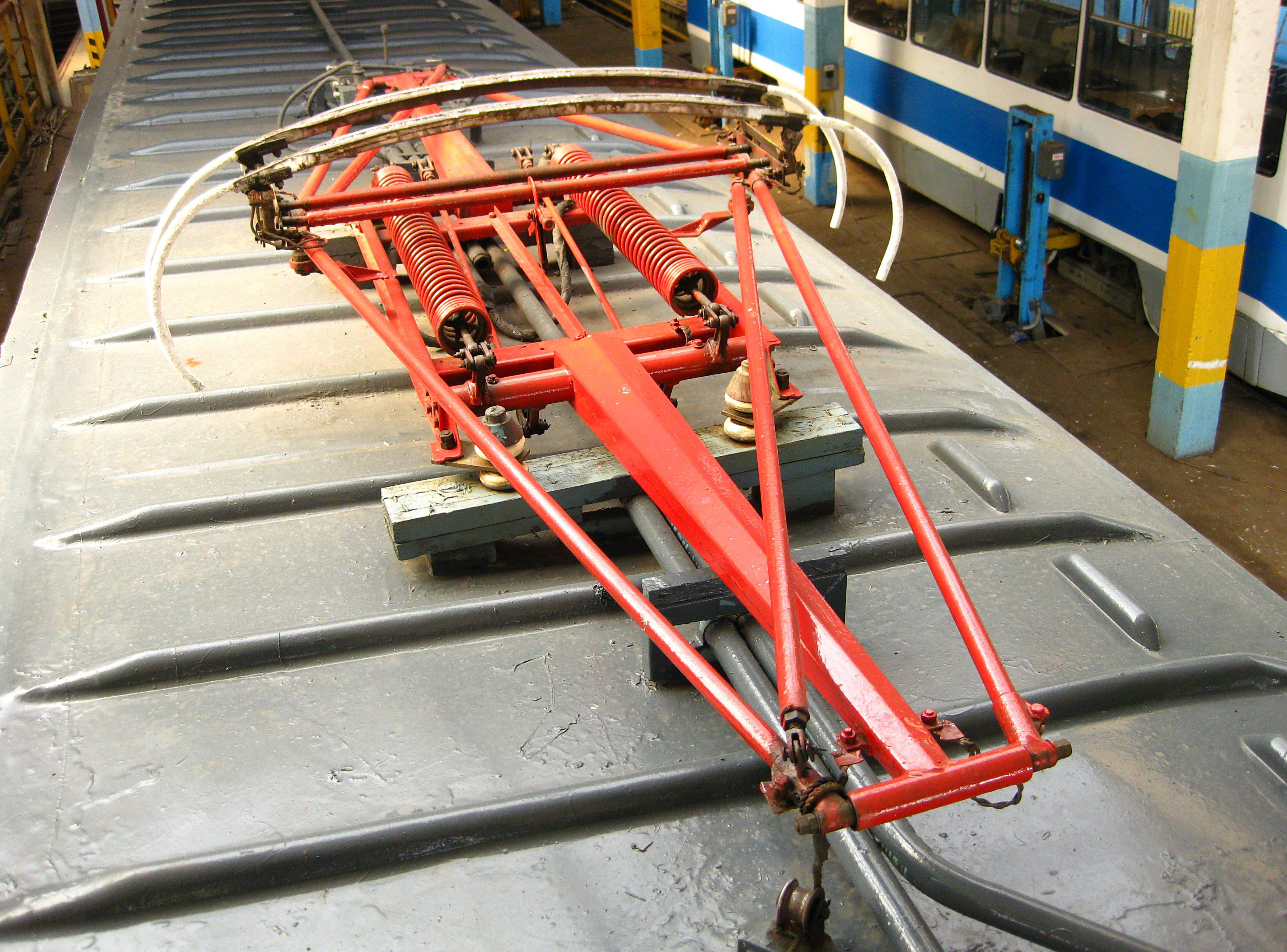
Токоприёмник вагона 71-608КМ

#### Крышевое электрооборудование
Токоприёмник вагона, размещённый на крыше в передней части вагона, представляет собой пантограф и предназначен для постоянного электрического соединения между контактным проводом и трамвайным вагоном, как при движении, так и при стоянке. Токоприёмник обеспечивает надёжный токосъём при скорости движения до 100 км/час. Максимальная рабочая высота токоприёмника составляет 2275 мм.
В некоторых городах стандартные пантографные токоприёмники заменяли другими видами, например в Новосибирске применяли токоприёмник бугельного типа, а в Даугавпилсе используют штанги.
Для возможности эксплуатации вагонов по системе многих единиц с одним токоприёмником через крышу проходит электрический кабель, заканчивающийся контактами для соединения с другим вагоном.

#### Тяговое и вспомогательное электрооборудование
Питание вагона осуществляется через контактную сеть постоянным током напряжением 550 вольт и с помощью двух аккумуляторов, напряжением 24 вольта.
Электрическая часть вагона включает в себя следующие основные части:
- тяговые электродвигатели последовательно-параллельного возбуждения
- электромагниты рельсового и барабанного тормоза
- панели с контакторами и предохранителями
- пускотормозные сопротивления
- аккумуляторы
- групповой реостатный контроллер

А также системы освещения, сигнализации и отопления.
При трогании вагона с места пускотормозные сопротивления включены последовательно с обмотками электродвигателей и по мере разгона начинают ступенчато выводиться при помощи реостатного контроллера. Управление ходовыми и тормозными режимами осуществляется из кабины водителя при помощи контроллера. На вагонах 71-608КМ имеется также вспомогательный пульт управления, расположенный на задней площадке салона.
Для работы вагона по системе многих единиц в передней и задней части вагона предусмотрены штепсельные разъёмы для высоковольтной и низковольтной связи. В случае разрыва вагонов в схеме предусмотрена система защиты, инициирующая экстренное торможение вагонов. Всего в составе может быть использовано до трёх вагонов включительно.

### Тормозная система
Вагон оборудован тремя видами тормозов:
- электродинамическим (тяговыми электродвигателями в генераторном режиме)
- барабанно-колодочным с пружинно-электромагнитным приводом (соленоидом)
- рельсовым электромагнитным

Для служебного торможения служит электродинамический, снижающий скорость вагона до 5…7 км/час. Дотормаживание до полной остановки производится барабанным тормозом. Экстренное торможение осуществляется с помощью рельсовых электромагнитных и барабанно-колодочных тормозов с одновременной подачей песка на рельсы.

## Модификации
- 71-608 (КТМ-8Т) — прототип трамвайного вагона, в 1988 году были построены 2 вагона, оборудованных тиристорно-импульсной системой управления, которые проходили испытания в Твери до 1993 года, после чего были переданы в Москву; списаны в 2007 году.
- 71-608К (КТМ-8) — серийный вагон, оборудованный реостатно-контакторной системой управления; производились с 1989 по 1994 год, всего было выпущено 892 вагона.
- 71-608ЭП — вагон, модернизированный в Омске в 2013 году, оборудован ТрСУ. Всего существует 1 вагон.
- 71-608КМ (КТМ-8М) — вторая серийная модификация с уменьшенными габаритами в сравнении с 71-608К, создан по заказу Москвы для возможности проезда в зданиях депо старой конструкции; установлена маска кабины от 71-611, оборудован реечным приводом дверного механизма; установлено модернизированное пожаробезопасное электрооборудование; производились с 1994 по 2007 год, всего было выпущено 599 вагонов.
- 71-609 — проект вагона 71-608 с мономоторными тележками[2].
- 71-610 — проект вагона 71-608 с усовершенствованными тележками и модернизированной реостатно-контакторной системой управления[2].
- 71-611 (71-611К) — вагон на базе 71-608К для систем скоростного трамвая с двухсторонним расположением дверей; производились с 1992 по 1995 год для Волгограда и Кривого Рога. На 2019 год данные вагоны эксплуатируются в Волжском и Кривом Роге.
- 71-611П — активный прицеп на базе вагона 71-611; построено 3 вагона для Кривого Рога.
- 71-614 — проект активного прицепа на базе вагона 71-608[2].
- 71-615 — вагон 71-608КМ на тележках колеи 1000 мм для Пятигорска; построено 12 вагонов в 1995—1997 годах.
- 71-617 — вагон 71-608К(М), оборудованный расширенной кабиной и продублированными механизмами управления для стажёра и инструктора, построенные по заказу Москвы; всего выпущено 12 вагонов (2 в кузове 71-608К, 10 — 71-608КМ) с 1994 по 1999 год.

## Оценка проекта
За время эксплуатации вагонов 71-608 было выявлено большое количество значительных недоработок в конструкции. Например, вагоны имели более широкий кузов, чем у своего предшественника КТМ-5, что создавало определённые трудности при проезде негабаритных участков, обслуживающий персонал парков жаловался на ненадёжный цепной привод дверей, пожароопасный шкаф с электрооборудованием за спиной водителя, низкую прочность рамной составляющей конструкции, а узкие вырезы в районе тележек создавали неудобства при обслуживании. 

Как и другие вагоны с мостовыми тележками одинарного подвешивания, 71-608 оказывает значительное разрушающее воздействие на рельсовый путь из-за больши́х неподрессоренных масс по сравнению с вагонами с тележками двойного подвешивания. 

Схема силового оборудования с реостатно-контакторной системой управления была на идейном уровне 30—40-х годов XX века.
Однако наряду с недостатками вагон имеет неоспоримые преимущества, по сравнению с предшествующими моделями:
- четыре двери делают очень удобным вход/выход пассажиров
- хорошая обзорность из кабины водителя
- более приятный внешний вид (особенно у моделей 71-608КМ образца 2004 года)
- более прочная рама по сравнению с КТМ-5
- четыре ступеньки (вместо трёх у 71-605) делают подъём в салон более удобным

В целом вагоны серии 71-608 можно назвать недорогим и надёжным трамвайным вагоном, неприхотливым в эксплуатации. С 2004 года вагоны стали продаваться в виде кузовов первой комплектности — по сути, новый вагон без тележек. Такие вагоны получили города Набережные Челны и Коломна, Череповец и другие. Последний заводской 71-608КМ за заводским номером 00599 был поставлен в Салават.

## Эксплуатирующие города
Вагоны серии 71-608 (612 единиц) по состоянию на май 2020 года можно встретить во многих городах России, а также стран ближнего зарубежья:
- Города, где 71-608К в служебной эксплуатации: Иркутск (2 вагона), Москва, Хабаровск, Павлодар, Новокузнецк, Тула, Челябинск — по 1 вагону.
- Города, где 71-608К отстранены от эксплуатации: Ангарск, Астрахань, Барнаул, Владикавказ, Дзержинск, Иваново, Каменское, Казань, Кемерово, Коломна, Красноярск, Липецк, Луганск, Магнитогорск, Мариуполь, Минск, Нижний Новгород,  Н.Тагил, Ногинск, Омск, Орск, Осинники, Прокопьевск, Ростов-на-Дону, Рязань, Ташкент, Тверь, Темиртау, Ульяновск, Ярославль, Шахты

}

- Города, где 71-608КМ в служебной эксплуатации: Москва (9 вагонов), Пермь и Казань — по 3 вагона, Новокузнецк — 1 вагон.
- Города, где 71-608КМ в музее транспорта: Москва и Ногинск — по 1 вагону.
- Города, где 71-608КМ отстранены от эксплуатации: Астрахань, Барнаул, Кемерово, Н. Челны,Новочеркасск, Тверь , Ташкент, Прокопьевск

| Город            | Эксплуатирующая организация                              | Количество   |
| ---------------- | -------------------------------------------------------- | ------------ |
| Ангарск          | МУП АМО «Ангарский трамвай»                              | 1            |
| Бийск            | МУП «Бийскгортранс»                                      | 6            |
| Волчанск         | МУП «Волчанский автоэлектротранспорт»                    | 1            |
| Златоуст         | МУП «Автохозяйство администрации ЗГО»                    | 13           |
| Иркутск          | МУП «Иркутскгорэлектротранс»                             | 7 (1 сгорел) |
| Коломна          | МУП «Коломенский трамвай»                                | 13           |
| Магнитогорск     | МП Трест «Маггортранс»                                   | 25           |
| Нижний Тагил     | ООО «Управляющая компания городским электротранспортом»  | 7            |
| Новокузнецк      | МТТП НГО                                                 | 32           |
| Новосибирск      | Филиал № 4 МКП ГЭТ «Левобережный трамвайный»             | 9            |
| Нижнекамск       | ГУП «Горэлектротранспорт»                                | 8            |
| Нижний Новгород  | МП «Нижегородэлектротранс»                               | 9            |
| Новотроицк       | МУП «НовЭлект»                                           | 8            |
| Омск             | МП «Электрический транспорт» филиал «Трамвайное депо»    | 11           |
| Орск             | МУП «ОрскгорТранс»                                       | 12           |
| Пермь            | МУП «Пермгорэлектротранс»                                | 12           |
| Салават          | МУП «Трамвайное управление»                              | 16           |
| Смоленск         | СМУ ТТП                                                  | 15           |
| Саратов          | МУП «Саратовгорэлектротранс»                             | 12           |
| Томск            | ТГУ МП «Трамвайно-троллейбусное управление»              | 11           |
| Улан-Удэ         |                                                          | 4            |
| Ульяновск        | МУП «Ульяновскэлектротранс»                              | 1            |
| Усолье-Сибирское | МУП «Электроавтотранс»                                   | 2            |
| Уфа              | МУП УЭТ                                                  | 7            |
| Хабаровск        | МУП «Городской-электро-транспорт»                        | 1            |
| Челябинск        | ООО «ЧелябГЭТ»                                           | 9            |
| Череповец        | МУП «Электротранс»                                       | 4            |
| Витебск          | УКТП ВТТУ «Витебское трамвайно-троллейбусное управление» | 6            |
| Павлодар         | АО «Трамвайное управление»                               | 10           |
| Каменское        | КП «Трамвай»                                             | 7            |
| Днепр            | Днепровский трамвай                                      | 22           |
| Кривой Рог       |                                                          | 13           |
| Даугавпилс       | Daugavpils satiksme                                      | 1            |

| Город     | Эксплуатирующая организация             | Количество |
| --------- | --------------------------------------- | ---------- |
| Пятигорск | МУП «Городской электрический транспорт» | 11         |

| Город      | Эксплуатирующая организация | Количество             |
| ---------- | --------------------------- | ---------------------- |
| Волжский   | ВМУП «Горэлектротранс»      | 2                      |
| Кривой Рог |                             | 71-611 — 8 71-611П — 3 |

| Город       | Эксплуатирующая организация                  | Количество |
| ----------- | -------------------------------------------- | ---------- |
| Иркутск     | МУП «Иркутскгорэлектротранс»                 | 2          |
| Новосибирск | Филиал № 4 МКП ГЭТ «Левобережный трамвайный» | 1          |
| Томск       | ТГУ МП «Трамвайно-троллейбусное управление»  | 1          |

- Города, где 71-617 в служебной эксплуатации: Москва — 2 вагона
- Города, где 71-617 отстранены от эксплуатации: Саратов, Тверь

## Фотогалерея
- 71-608КМ в Казани
- 71-608КМ в Коломне
- 71-608КМ в Москве
- 71-608КМ в Набережных Челнах
- 71-608К в Москве
- 71-608КМ в Москве
- 71-608КМ в Нижнем Новгороде
- 71-608КМ в Новокузнецке
- 71-608КМ в Ногинске
- 71-608КМ в Омске
- 71-608КМ в Омске
- 71-608К в Томске
- 71-608КМ в Томске
- 71-608К в Томске
- 71-608КМ в Ульяновске
- 71-608К в Уфе
- 71-608К в Хабаровске
- 71-608К в Николаеве